# Kirsanovskij rajon
Il Kirsanovskij rajon (in russo Кирсановский район?) è un rajon dell'Oblast' di Tambov, nella Russia europea; il capoluogo è Kirsanov. Istituito nel 1928, ricopre una superficie di 1.280 chilometri quadrati e consta di una popolazione di circa 22.000 abitanti.